# Адегой
Адегой (Адегоа, Атекай, Атекуаф) — горная река по Краснодарскому краю. Протекает по территориям Геленджикского и Абинского районов. Берёт начало из родника недалеко от Кабардинского перевала. Впадает в реку Абин в центре станицы Шапсугской. Длина реки — 20 км, площадь водосборного бассейна — 122 км².

## Название
Название реки происходит от адыг. Адыгэкъуэ — «адыгейская речка/балка», или, возможно, от адыг. атакъэ — «петух».

## История
В долине Адегой расположено много дольменов — мегалитических сооружений конца 4 — начала 2 тыс. до н. э., самый большой из них — Большой Адегойский дольмен, был разрушен вандалами в советское время. В долине Адегой насчитывается около 40 дольменов, во всём междуречье — около 300.
В междуречье (так называют место слияния рек Абин, Адегой и Альдеби) издавна жили племена адыгов.
В 1834 году генерал-лейтенант Вельяминов в устье реки основал Николаевское укрепление, впоследствии названное станицей Шапсугской.
В годы Великой Отечественной войны здесь шли ожесточённые бои, как в небе, так и на земле. В долине реки Адегой можно найти несколько памятников погибшим воинам.
В наше время долина реки от истока до устья используется в туристических целях, проводятся поездки на джипах, конные прогулки.

## Притоки
Самый значительный приток Адегой — правый приток, река Скобидо. Ещё один крупный приток — речка Удегой — впадает справа возле горы Свинцовой. Также река принимает немало ручьёв по обе стороны.